# Aitor García
Aitor García Flores (Gibraleón, 25 marzo 1994) è un calciatore spagnolo, attaccante dell'Al-Khor.

## Carriera
Ha giocato nella seconda divisione spagnola, nella prima divisione messicana ed in quella del Qatar.